# نیکول ریچی
نیکول ریچی (انگلیسی: Nicole Richie؛ زاده ۲۱ سپتامبر ۱۹۸۱) یک هنرپیشه اهل ایالات متحده آمریکا است. وی از سال ۲۰۰۳ میلادی تاکنون مشغول فعالیت بوده است. او در فیلم به مامان نگو پرستار بچه مرده بازی کرده است.